# Kravlji Do
Kravlji Do (en serbe cyrillique : Крављи До) est un village de Serbie situé dans la municipalité de Malo Crniće, district de Braničevo. Au recensement de 2011, il comptait 278 habitants.

## Démographie
| 1948 | 1953 | 1961 | 1971 | 1981 | 1991 | 2002 | 2011 |
| ---- | ---- | ---- | ---- | ---- | ---- | ---- | ---- |
| 543  | 580  | 557  | 532  | 492  | 428  | 355  | 278  |

|  |